# Hydrophis
Hydrophis är ett släkte av ormar. Hydrophis ingår i familjen giftsnokar och underfamiljen havsormar.
Arterna blir vanligen 50 till 150 cm långa. De förekommer från Persiska viken över Filippinerna och andra sydostasiatiska öar till norra Australien. Dessa havsormar vistas vanligen i grunda vatten nära kusten och de hittas bara undantagsvis i djupare havsområden. Enstaka släktmedlemmar som Hydrophis semperi lever i sötvatten. Födan utgörs av ålar och andra fiskar. Honor lägger inga ägg utan föder levande ungar.

Arter enligt Catalogue of Life:
- Hydrophis atriceps
- Hydrophis belcheri
- Hydrophis bituberculatus
- Hydrophis brooki
- Hydrophis caerulescens
- Hydrophis coggeri
- Hydrophis cyanocinctus
- Hydrophis czeblukovi
- Hydrophis elegans
- Hydrophis fasciatus
- Hydrophis inornatus
- Hydrophis klossi
- Hydrophis laboutei
- Hydrophis lamberti
- Hydrophis lapemoides
- Hydrophis macdowelli
- Hydrophis mamillaris
- Hydrophis melanocephalus
- Hydrophis melanosoma
- Hydrophis obscurus
- Hydrophis ornatus
- Hydrophis pacificus
- Hydrophis parviceps
- Hydrophis semperi
- Hydrophis sibauensis
- Hydrophis spiralis
- Hydrophis stricticollis
- Hydrophis torquatus
- Hydrophis vorisi